# 'Round Springfield
"'Round Springfield" är avsnitt 22 från säsong sex av Simpsons. Avsnittet sändes i USA den 30 april 1995. I avsnittet måste Bart operera bort blindtarmen efter att ha ätit en metallflinga från ett packet Krusty-O, på samma sjukhus träffar Lisa på sin idol Bleeding Gums Murphy men då han kort efter hennes besök avlider bestämmer sig Lisa för att hedra honom. Steve Allen gästskådespelar som sig själv, Ron Taylor gör rösten till Bleeding Gums Murphy, Phil Hartman gör rösten till Lionel Hutz och Marcia Wallace gör rösten till Edna Krabappel.
Avsnittet skrevs av Joshua Sternin och Jeffrey Ventimilia efter en idé av Al Jean och Mike Reiss. Avsnittet regisserades av Steven Dean Moore och producerades av Jean och Reiss som även hade hand om "A Star Is Burns" under säsongen. En replik av Vaktmästare Willie om hur fransmän är ostätande kapitulerande apor har citerats i media och finns med i två av Oxfords ordböcker.

## Handling
Bart får ont i magen efter att av misstag ätit en metallflinga från frukostflingorna Krusty-O. Lisa är den enda som tror honom när han säger att han ont i magen men Homer och Marge skickar ändå honom till skolan. Bart försöker i skolan övertyga läraren att han faktiskt har ont i magen men hon tvingar honom ändå genomföra dagens prov. Efter provet låter Edna ändå Bart besöka skolsköterskan. I undersökningsrummet svimmar Bart och han skickas till sjukhuset där man upptäcker att blindtarmen måste tas bort. Då Lisa besöker Bart på sjukhuset träffar hon också på sin idol, Bleeding Gums Murphy och de bestämmer sig för att jamma tillsammans en gång på sjukhuset. Deras uppträdande gör flera av patienterna och doktorerna på bättre humör, efteråt ger Bleeding Gums Murphy sin saxofon till Lisa innan hon lämnar sjukhuset.
Bart får sen besök av sina skolkamrater och då de får reda på att Bart blir ledig från skolan i några dagar bestämmer de sig för att också ta bort blindtarmen. Skolbandet genomför sedan en musikföreställning på skolan men det låter hemskt tills Lisa börjar göra ett saxofonsolo, och hon blir då kvällens stjärna. Efter föreställningen besöker Lisa sjukhuset för att berätta för Murphy om sin succé som kom tack vare hans saxofon, men dår får hon reda på att han har dött. Lisa går till Murphys begravning men då hon upptäcker att hon är den enda sörjande bestämmer hon sig för att se till att alla i Springfield känner till hans namn. Lisa besöker den lokala jazzradiostationen för att få dem att börja spela hans låtar, men de har inte hans enda album, så Lisa börjar leta efter det. Hon upptäcker att serietidningsbutiken har albumet men eftersom Murphy har avlidit kostar albumet numera 500 dollar, pengar som Lisa inte har.
Bart har stämt Krusty för metallflingan i frukostpaketet som fick honom att ta bort blindtarmen och Lionel Hutz ser till att det blir en förlikning på 100 000 dollar. Bart får behålla 500. Bart besöker sedan serietidningsbutiken för att spendera sina 500 dollar och upptäcker två möjligheter, den ultimata pogen eller musikalbumet som Lisa vill ha. Bart bestämmer sig för att köpa albumet eftersom Lisa var den enda som trodde på honom när han sade att han hade ont. Lisa tar albumet till radiostationen som dock inte har en så stor räckvidd, så Lisa tittar upp mot himlen och säger till Murphy att hon gjort så gott hon kunnat. Då dyker ett ovädersmoln upp över Springfield och en blixt slår ner i radiostationens mast vilket ökar dess räckvidd och täcker alla frekvenser. Alla invånare i Springfield som då lyssnar på radio får då lyssna på Murphy istället och de gillar det de hör. Murphy dyker sen upp ur molnet tillsammans med en annan person, och han tackar Lisa för vad hon gjort för honom, och de bestämmer sig för att jamma en sista gång innan Murphy måste säga adjö.

## Produktion
"'Round Springfield" skrevs av Joshua Sternin och Jeffrey Ventimilia efter en idé av Al Jean och Mike Reiss. Avsnittet var det första som regisserades av Steven Dean Moore. Sternin och Ventimilia valdes som författare av Jean och Reiss som också arbetade med deras andra TV-serie, The Critic.
Avsnittet var det första i serien där en återkommande rollfigur avlider. De valde Murphy eftersom de vill ge ett rörande avsnitt med Lisa, Trots att Murphy avled i avsnittet har man sett honom under öppningssekvensen till mitten av säsong 20 och det finns ofta ett porträtt av honom i Lisas rum. Moore valdes som regissör eftersom han arbetat med "Moaning Lisa" som var första avsnittet där Murphy medverkat. Reiss planerade först att döda Marges mamma. Ron Taylor gör rösten till Murphy i avsnittet, och Steve Allen medverkar som sig själv.
Under manusarbetet frågade författarna Reiss far som jobbar som läkare angående blindtarmen och han berättade för dem att en metallflinga inte kan skada blindtarmen men de valde ändå att skriva in det i avsnittet. I en flashbackscen visas att Murphy spenderade sitt gage på att köpa Fabergéägg som han krossade. Det skrevs in i avsnittet utan en koll på hur sällsynta och dyra Fabergéägg är.

## Kulturella referenser
Titeln är en parodi på 'Round Midnight. Då Murphy börjar tala med Lisa från himlen ser man att han sällskap av Darth Vader, Mufasa och James Earl Jones, deras röster gjordes av Harry Shearer. När Mufasa först kallar Simba för "Kimba" är det en referens för debatten mellan Lejonkungen och Kimba the White Lion. Lisa och Murphy spelar tillsammans i avsnittet sången, "Jazzman". Då Lisa vill att de spelar låten en gång till efter att han avlidit säger Murphy att han inte kan, för han har en dejt med Billie Holiday.
I avsnittet avslöjas det att Homer har en tatuering av Starland Vocal Band på sin arm men då han upptäcker att det är dem han har tatuerat blev han sur för de stinker ju, tatueringen har man aldrig därefter aldrig sett igen. Musiken som spelas innan Barts operation är en parodi på ledmotivet till Cityakuten. I en flashback scen med Bleeding Gums visas det att han medverkat i Cosby som en referens till att de ofta hade med jazzmusiker. Rösten till Cosby görs av Dan Castellaneta. Cosby säger i avsnittet att jazz är som Jello Pudding Pops, Kodak Film eller New Coke vilket är produkter som Cosby har gjort reklam för. Lionel Hutz som är Barts advokat i avsnittet tar hjälp av Robert Shaporo och Albert Dershman som är parodier på Robert Shapiro och Alan Dershowitz, som försvarade O. J. Simpson. Då de kör iväg åker de i en Ford Bronco vilket är samma bil som O.J. Simpson körde innan han blev arresterad.

## Mottagande
Avsnittet var det 60:e mest sedda programmet i USA under veckan och fick en Nielsen ratings på 8,2. Mike Reiss och Al Jean hoppades att avsnittet skulle få flera TV-priser men den fick inget. Warren Martyn och Adrian Wood har i I Can't Believe It's a Bigger and Better Updated Unofficial Simpsons Guide beskrivit att avsnittet är en riktig tårgripare och skrattade mest åt delarna där Farfar Simpson trodde att alla var döden. Ryan Keefer har på DVD Verdict givit avsnittet betyg "B". Adam Finley på TV Squad gillade avsnittet och även att Steve Allen kan skämta om sig själv när han gör reklam för sina böcker, How to Make Love to Steve Allen, Happiness is a Naked Steve Allen, Journey to the Center of Steve Allen och The Joy of Cooking Steve Allen. Colin Jacobson på DVD Movie Guide har beskrivit avsnittet som tråkig och anser att den innehåller bara några bra delar som när Bart fick ont i magen och han anser att det värsta vara Jazzman-sången och delarna med Bleeding Gums Murphy. I avsnittet är vaktmästare Willie vikarie i franska. Han kallar sina elever för ostätande kapitulerande apor, Detta har beskrivits av Jonah Goldberg i National Review för att beskriva européer och främst det franska motståndet mot militäraktioner.
I The Guardian har man noterat att scenen inte klippts i andra länder som visat serien. Ben Macintyre anser att repliken är kanske den mest berömda från serien. Repliken användes också i New York Post den 7 december 2006 för att beskriva en irakisk studiegrupp. Daily Mail har använt repliken för att beskriva fransmännens attitydproblem, och Europas tysta reaktion på Osama bin Ladens död, och The Daily Telegraph har använt den för att beskriva relationen bland den anglo-franska militären.
Även Laura Ingraham har använt sig av repliken, samt Stuart Croft, Stephen Chan, Paul L. Moorcraft och Philip M. Taylor. Sedan tredje upplagan under 2005:års upplaga av  i Oxford Dictionary of Humorous Quotations finns uttrycket med, senare också har den tryckts i Oxford Dictionary of Modern Quotations. I Douglas Couplands bok Generation A refererar man till när Vaktmästare Willie använde repliken. Enligt DVD-kommentarerna för avsnittet skrevs repliken troligen av Ken Keeler under den gemensamma författar genomgången efter utkastet, men de skapade den inte som en politisk fråga utan som ett skämt av Willie. I den franska dubbningen säger dock Willie istället sjungande istället för överlevande.